# Diverticulosi
La diverticulosi o malaltia diverticular, en medicina, fa referència a la presència de diverticles a la paret del còlon. Aquest concepte s'ha de diferenciar de la diverticulitis que és la inflamació i infecció dels diverticles.
Aquesta patologia consisteix en la formació de petits sacs, majoritàriament al còlon, que es troben a tot el tracte digestiu. Un sac individual té el nom de diverticle.
La diverticulosi forma part del grup de malalties diverticulars que abraça: diverticulosi, diverticulitis i sagnat diverticular.

## Epidemiologia
Aquesta patologia és més freqüent i prevalent en persones majors de 40 anys. Els casos diagnosticats en persones més joves solen estar associats al gènere masculí. A mesura que incrementa l'edat, la diverticulosi, és més prevalent en les dones.
La prevalença aproximada als 40 anys és d'un 5%, aquesta incrementa amb l'edat amb un 30% a 60 anys i amb un 65% a 80 anys. Aquesta és menys comú en zones del món com Àfrica i Àsia.

## Tipus de malalties diverticulars
Segons la gravetat i la simptomatologia que presenta la persona hi ha diferents graus de malaltia diverticular: simple i complicada. La simple representa, aproximadament, el 75% dels casos totals diagnosticats. Així doncs, la complicada representa el 25% restant dels casos.

## Localització de la malaltia diverticular

Colonoscòpia: Amb dos diverticles, assenyalats per unes fletxes

Com s'ha esmentat anteriorment, la malaltia diverticular, es pot desencadenar a qualsevol part del còlon. Tot i així, hi ha zones del còlon que són més freqüents que altres.
| Zona               | %   |
| ------------------ | --- |
| Compromis sigmoide | 95% |
| Sigmoide           | 65% |
| Tot el còlon       | 7%  |
| Pròxim al sigmoide | 4%  |

## Simptomatologia
Generalment, la diverticulosi és asimptomàtica. Les persones que tenen aquesta patologia no tenen simptomatologia. Tot i així, hi ha persones que si poden presentar signes i símptomes. Per exemplificar, distensió abdominal, dolor tipus còlic, restrenyiment, entre altres menys freqüents.

## Complicacions
Algunes de les complicacions que pot presentar la diverticulosi són: diverticulitis, febre, pèrdua de gana, diarrea, restrenyiment, entre d'altres. Un bon tractament pot millorar la simptomatologia i evitar complicacions. Sempre s'ha de consultar al metge i demanar tota la informació necessària.